# سامیوم

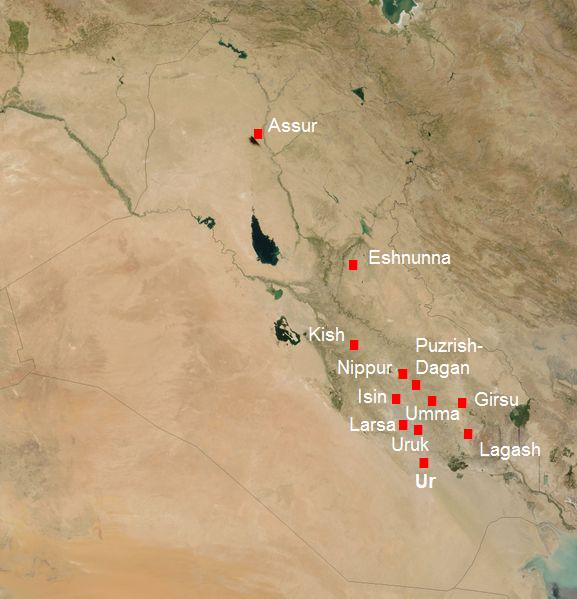
این نقشه ای از شهرهای ایالت بین النهرین باستان در دوران تمدن سومری است

سامیوم (انگلیسی: Samium) پادشاه دولت-شهر لارسا در خاور نزدیک باستان بود.وی از ۱۹۱۲ تا ۱۸۷۷ ق.م بر این شهر حکومت می‌کرد.وی از قوم عموری بود و پسری به اسم زابایا داشت که پس از او پادشاه شد.